# Tanglibellen
De tanglibellen (Onychogomphus) vormen een geslacht van echte libellen (Anisoptera) uit de familie van de rombouten (Gomphidae).

## Soorten
- Onychogomphus aequistylus Selys, 1892
- Onychogomphus annularis Selys, 1894
- Onychogomphus assimilis (Schneider, 1845) – Donkere tanglibel
- Onychogomphus banteng Lieftinck, 1929
- Onychogomphus boudoti Ferreira, 2014[2]
- Onychogomphus cacharicus (Fraser, 1924)
- Onychogomphus cazuma Barona, Cardo & Díaz, 2020 – Cazumatanglibel
- Onychogomphus costae Selys, 1885 – Moorse tanglibel
- Onychogomphus flexuosus (Schneider, 1845) – Golftanglibel
- Onychogomphus forcipatus (Linnaeus, 1758) – Kleine tanglibel
- Onychogomphus grammicus (Rambur, 1842)
- Onychogomphus kerri Fraser, 1933
- Onychogomphus kitchingmani Pinhey, 1961
- Onychogomphus lefebvrii (Rambur, 1842) – Vale tanglibel
- Onychogomphus louissiriusi Fleck, 2020
- Onychogomphus maclachlani Selys, 1894
- Onychogomphus macrodon Selys, 1887 – Levanttanglibel
- Onychogomphus maculivertex (Selys, 1891)
- Onychogomphus malabarensis (Fraser, 1924)
- Onychogomphus marijanmatoki Dow, 2014
- Onychogomphus meghalayanus Lahiri, 1987
- Onychogomphus nigrotibialis Sjöstedt, 1909
- Onychogomphus perplexus Lieftinck, 1935
- Onychogomphus pilosus (Martin, 1911)
- Onychogomphus pollux Lieftinck, 1941
- Onychogomphus rappardi Lieftinck, 1937
- Onychogomphus rossii Pinhey, 1966
- Onychogomphus seydeli (Schouteden, 1934)
- Onychogomphus styx Pinhey, 1961
- Onychogomphus supinus Hagen, 1854
- Onychogomphus thienemanni Schmidt, 1934
- Onychogomphus uncatus (Charpentier, 1840) – Grote tanglibel
- Onychogomphus undecim Dijkstra, 2015
- Onychogomphus vadoni Paulian, 1961

Niet langer geaccepteerde namen
- Onychogomphus ridens Needham, 1930, zie Lamelligomphus ringens (Needham, 1930)
- Onychogomphus schmidti Fraser, 1937 = Scalmogomphus schmidti (Fraser, 1937)
- Onychogomphus treadawayi Müller & Hämäläinen, 1993 = Phaenandrogomphus treadawayi (Müller & Hämäläinen, 1993)